# Comet Hopper
Comet Hopper (CHopper) fue un módulo de aterrizaje propuesto para el Programa Discovery de la NASA que, si hubiera sido seleccionado, habría orbitado y aterrizado varias veces en el cometa Wirtanen cuando se acercó al Sol. La misión propuesta fue dirigida por Jessica Sunshine de la Universidad de Maryland (UMD), que trabajó con Lockheed Martin para construir la nave espacial y el Centro de Vuelo Espacial Goddard de la NASA para administrar la misión.

## Historia
La misión Comet Hopper fue uno de los tres finalistas del Programa Discovery que recibió US$ 3 millones en mayo de 2011 para desarrollar un estudio conceptual detallado.
Las otras dos misiones fueron InSight y Titan Mare Explorer. Después de una revisión en agosto de 2012, la NASA seleccionó la misión InSight.

## Objetivos científicos
La misión CHopper tenía tres objetivos científicos principales durante los 7,3 años de su vida útil. Aproximadamente a 4,5 UA, la nave espacial se habría reunido con el cometa Wirtanen para mapear la heterogeneidad espacial de los sólidos de la superficie, así como las emisiones de gas y polvo de la coma, la envoltura nebulosa alrededor del núcleo de un cometa. El mapeo remoto también permitiría determinar la estructura del núcleo, los procesos geológicos y los mecanismos de coma. Después de llegar al cometa Wirtanen, la nave espacial se habría acercado y aterrizado, y luego saltó a otras ubicaciones en el cometa. A medida que el cometa se acercaba al sol, la nave aterrizaba y saltaba varias veces para registrar los cambios en la superficie a medida que el cometa se volvía más activo. El aterrizaje final se produciría a 1,5 AU.